# راگبی ۷ نفره

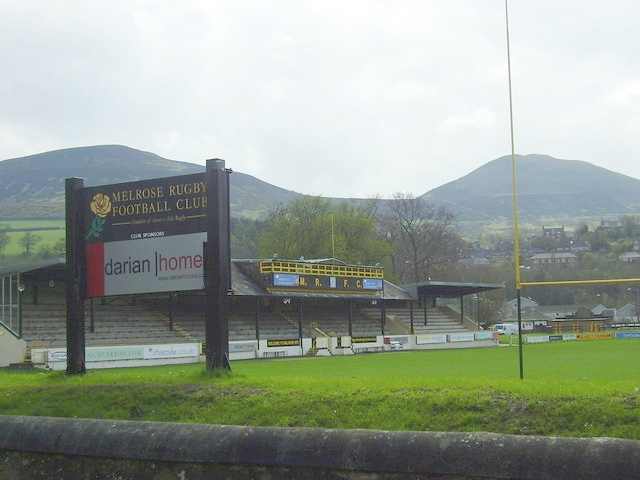
Melrose RFC

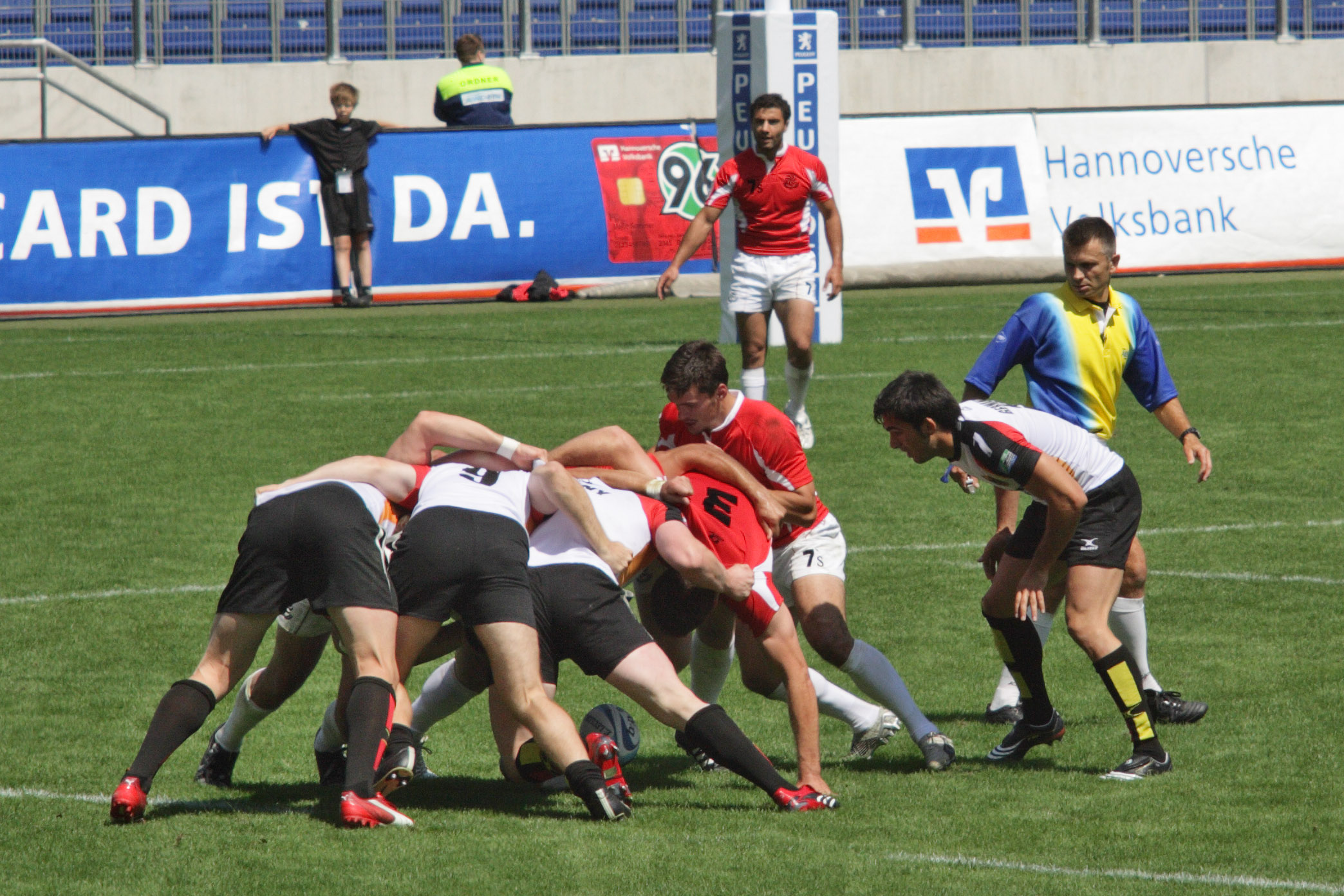

راگبی ۷ نفره نوعی از بازی راگبی است که به‌جای ۱۵ بازیکن با ۷ بازیکن انجام می‌شود و مقررات آن تفاوت‌هائی جزئی با راگبی ۱۵ نفره دارد. این رشته به عنوان یک ورزش المپیکی به رسمیت شناخته شده و در المپیک ۲۰۱۶ ریودوژانیرو برای نخستین بار در برنامه بازی‌ها قرار گرفت.
مسابقات راگبی ۷ نفره پرطرفدار است و مهمترین مسابقات آن جام جهانی راگبی ۷ نفره و تورنمنت‌های دوره‌ای هیأت بین‌المللی راگبی است که مهمترین آن‌ها در ولینگتون و هنگ کنگ است. این رشته علاوه بر این در بازی‌های کشورهای همسود و بازی‌های آسیایی نیز برگزار می‌شود.
در رشته لیگ راگبی یا راگبی ۱۳ نفره نیز مسابقاتی با ۷ بازیکن برگزار می‌شود، اما منظور از راگبی ۷ نفره معمولاً ورزش اتحادیه راگبی است.

## مقررات بازی
مهمترین مهارت‌ها در این رشته داشتن سرعت، تکنیک و آمادگی جسمانی بالاست، بازیکنان این رشته معمولاً فقط از بین مدافعان در رشته اصلی راگبی انتخاب می‌شوند. بازیکنان این رشته به خلاقیت بالا و توان بی‌هوازی زیادی نیاز دارند؛ چراکه این رشته به جای ۸۰ دقیقه تنها در ۱۴ یا ۲۰ دقیقه انجام می‌شود.
خلاصه‌ای از تفاوت‌های مقررات این دو رشته که بیشتر برای بالا بردن سرعت بازی و نیز جبران تعداد کم بازیکنان وضع شده‌اند، در پی می‌آید:
- ۵ ذخیره و ۳ تعویض (به‌جای ۷ ذخیره و ۷ تعویض).
- هر نیمه ۷ دقیقه و در بازی‌های فینال ۱۰ دقیقه‌است (به‌جای ۴۰ دقیقه).
- یک یا دو دقیقه وقت استراحت بین دو نیمه‌است (به‌جای ۱۰ دقیقه).
- مساوی وجود ندارد و بازی در وقت‌های اضافه ۵ دقیقه‌ای ادامه می‌یابد و برنده با امتیاز طلایی (مرگ ناگهانی) مشخص می‌شود.
- جایزه (به انگلیسی: Conversion) باید بر روی هوا شوت زده شود (به‌جای حق انتخاب شوت از روی زمین).
- جایزه‌ها باید حداکثر تا ۴۰ ثانیه پس از ثبت ترای شوت زده شوند (به‌جای ۶۰ ثانیه).
- اسکرام‌ها با ۳ نفر تشکیل می‌شوند (به‌جای ۸ نفر).
- تیمی که امتیاز به دست آورده بازی را شروع می‌کند (به‌جای تیم مقابل).
- کارت زرد باعث اخراج دو دقیقه‌ای بازیکن می‌شود (به‌جای ۱۰ دقیقه).
- کنار خط-گل‌ها داورانی وجود دارند، به این ترتیب نیاز نیست تا داور برای تشخیص امتیاز موقعیت خود را تغییر دهد.[۲]

تیم های ملی
در حال حاضر ایران دارای تیم  ملی 7 نفره می باشد.
از بازکنان شاخص تیم  7 نفره می توان به پدرام بنی عامریان, ایرج رستمی، محمد رضا شریفیان، امین حسین زاده، ایرج عبدی،پیام شجاع،غلام رضا شاه حسینی ،رضا بیات،حامد شریفان،حمزه زیدآبادی نژاد، علی اکبر غلامی، بهادر محمدی، هادی جانی ، عباس رسول زاده و بسیاری دیگر می باشند.